# Église Saint-Saturnin de Capian
Pour les articles homonymes, voir Église Saint-Saturnin.
L'église Saint-Saturnin est une église catholique située dans la commune de Capian, dans le département de la Gironde, en France.

## Localisation
L'église se trouve au centre du village, sur la route départementale D13.

## Historique
L'église, bâtie à la fin du XIIe siècle, était, à l'origine, composée d'une nef non-voûtée, s'ouvrant au sud par une porte romane. Au XVIIe siècle celle-ci est protégée par un porche, fermé et fortifié.
Le chœur, composé d'une travée droite voûtée et d'une abside semi-circulaire, voûtée en cul-de-four, est la seule partie conservée de l'édifice roman.
L'extérieur de l'église est remanié en 1872, avec la modification des ouvertures et des modillons. La restauration de 1881-1882, réalisée en style néo-gothique par l'architecte Hosteing, couvre la nef de voûtes d'ogives et prolonge l'édifice d'une sacristie. Le même architecte a ajouté le clocher-tour, surmonté d'une flèche, en 1896.
À l'intérieur de l'église, ne se trouve aucune sculpture romane historiée. Le programme imagé extérieur est inachevé. Du côté sud ,le décor des chapiteaux et des modillons est resté à l'état d'ébauche. Au nord, les corbeilles ont gardé un épannelage brut.

Le chevet roman
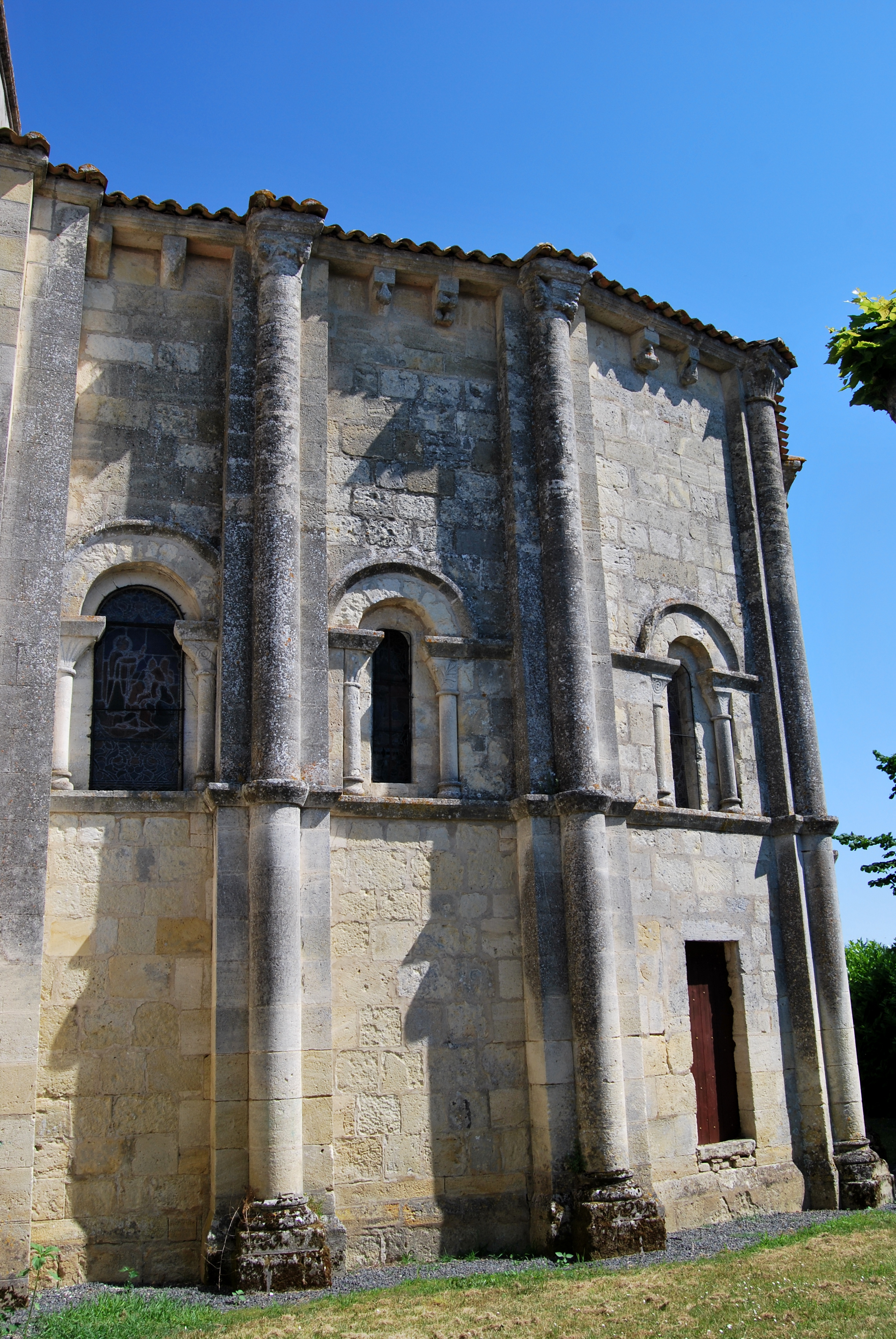
Chevet sud
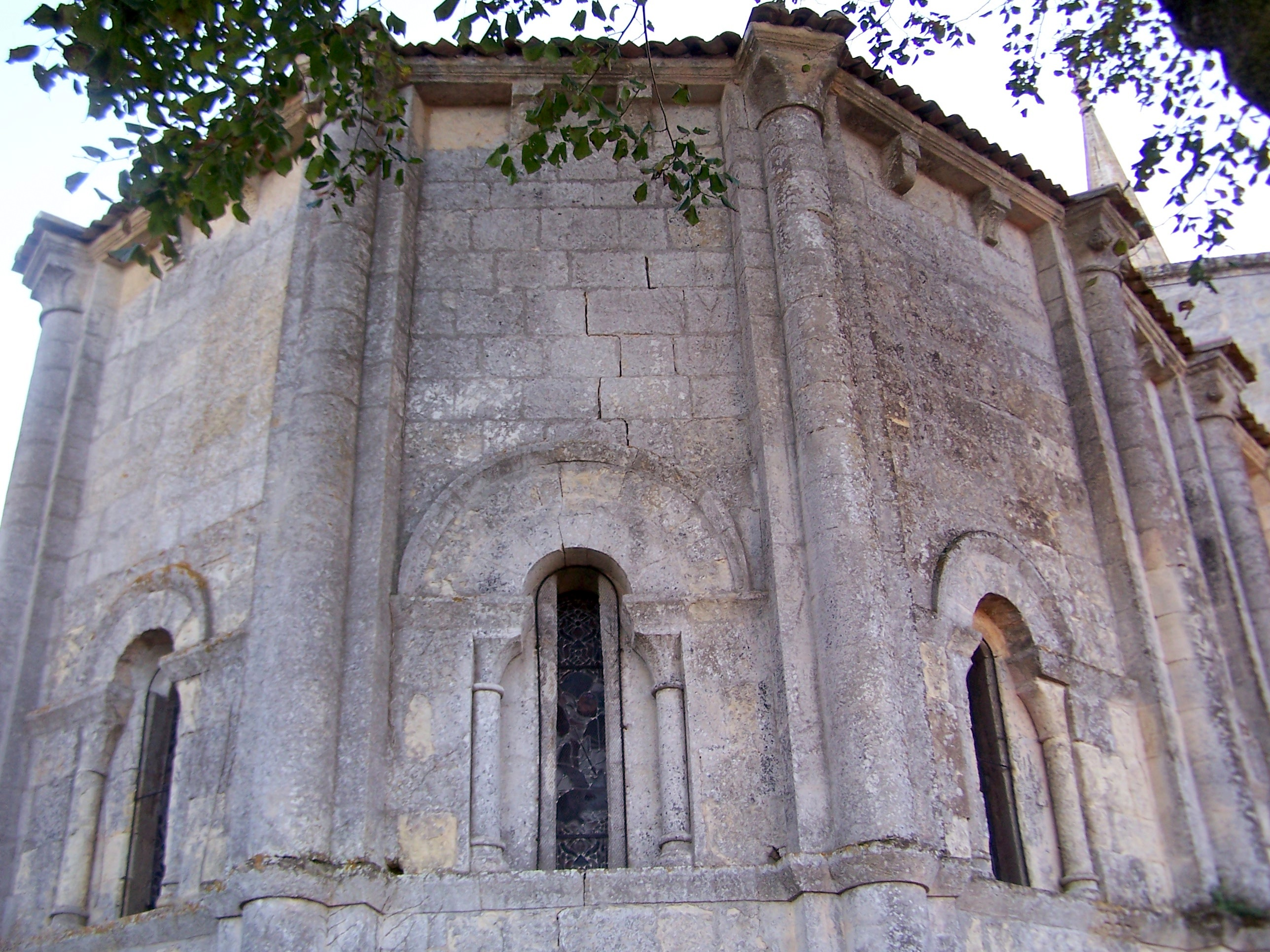
Chevet nord-est
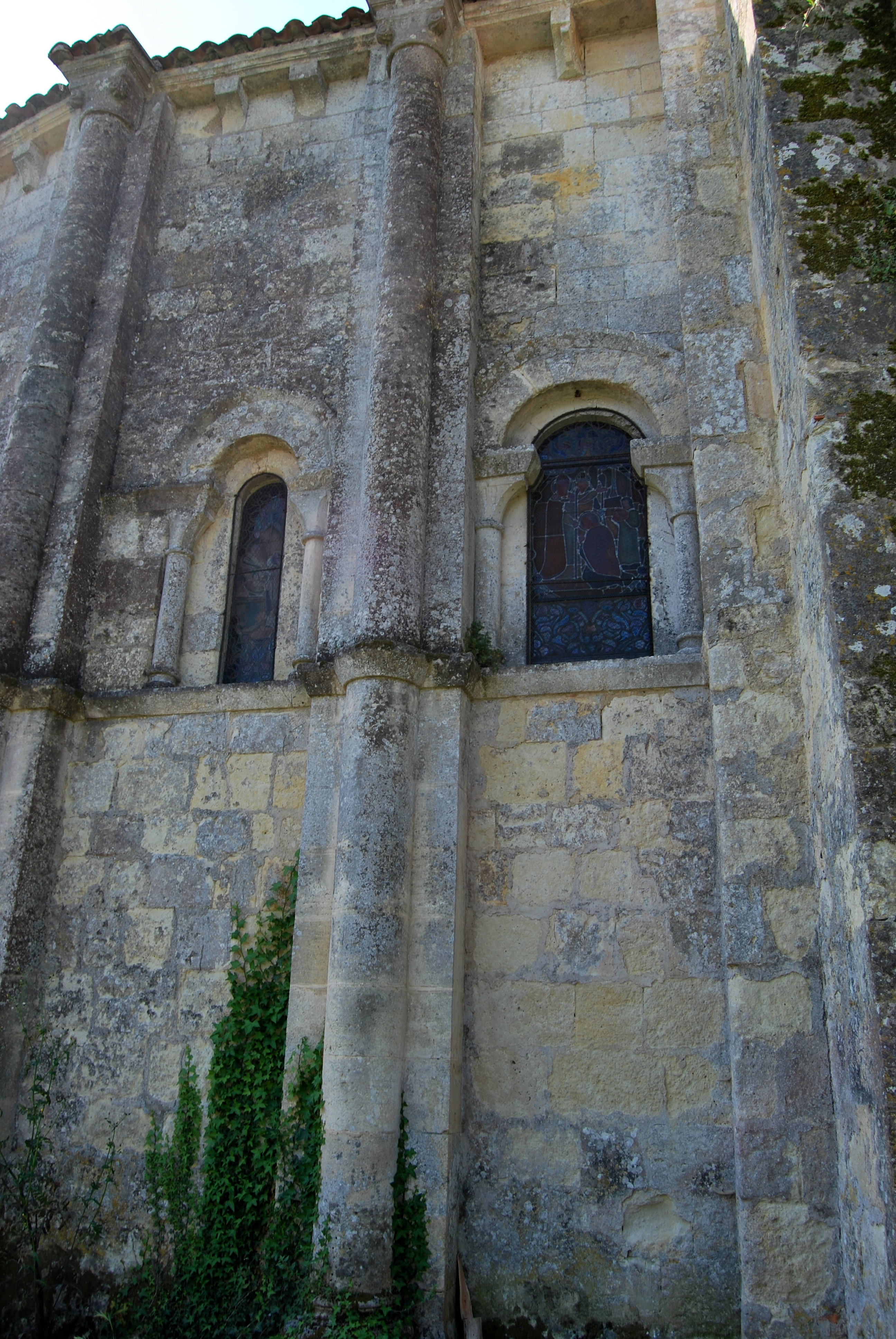
Chevet nord
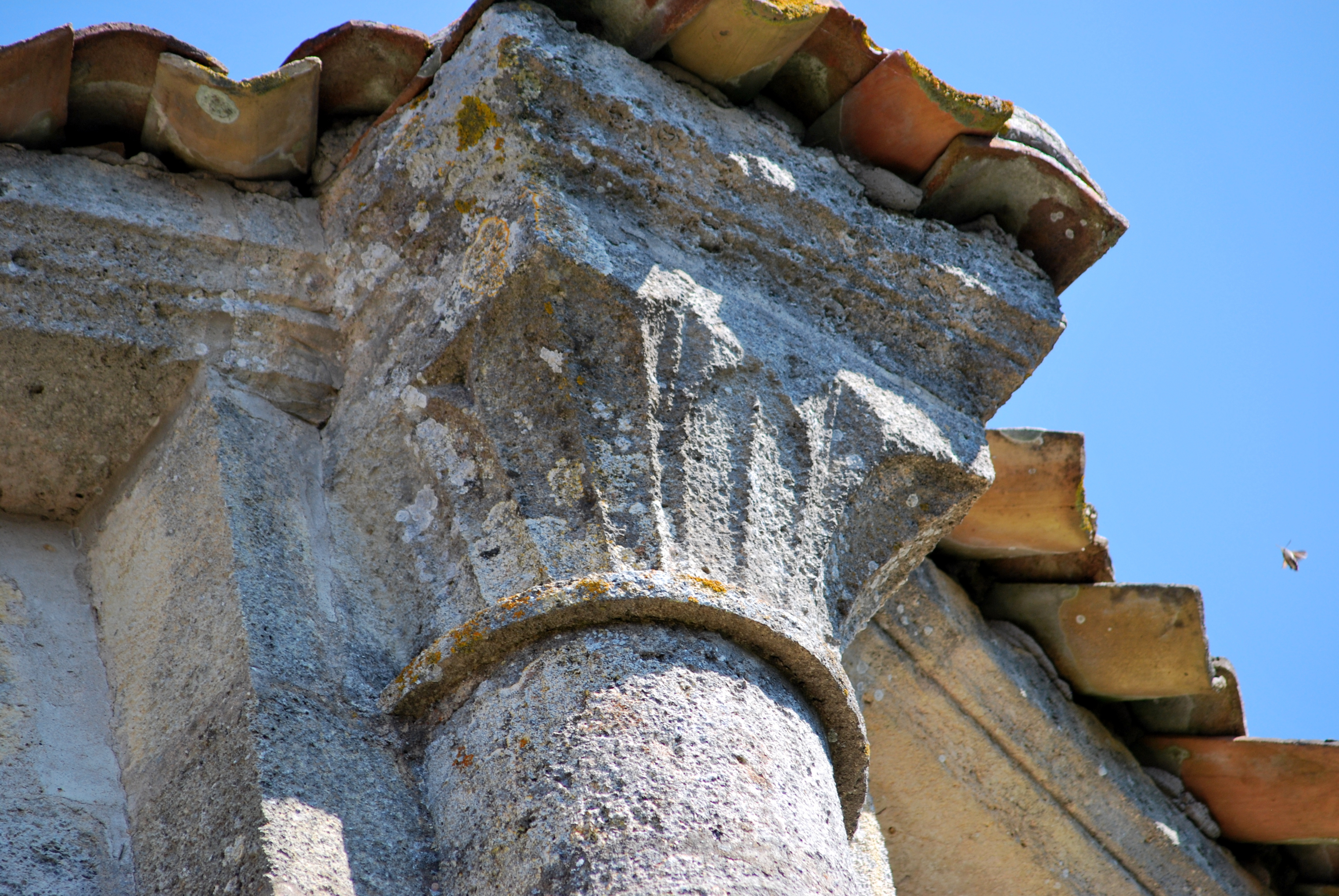
Chapiteau de la corniche

Les modillons existants sont assez classiques : tonnelet, damier, grappe... Le fait que la décoration était inachevée et qu'elle fut remaniée au XIXe siècle est assez pour exclure toute discussion iconographique.

Les modillons
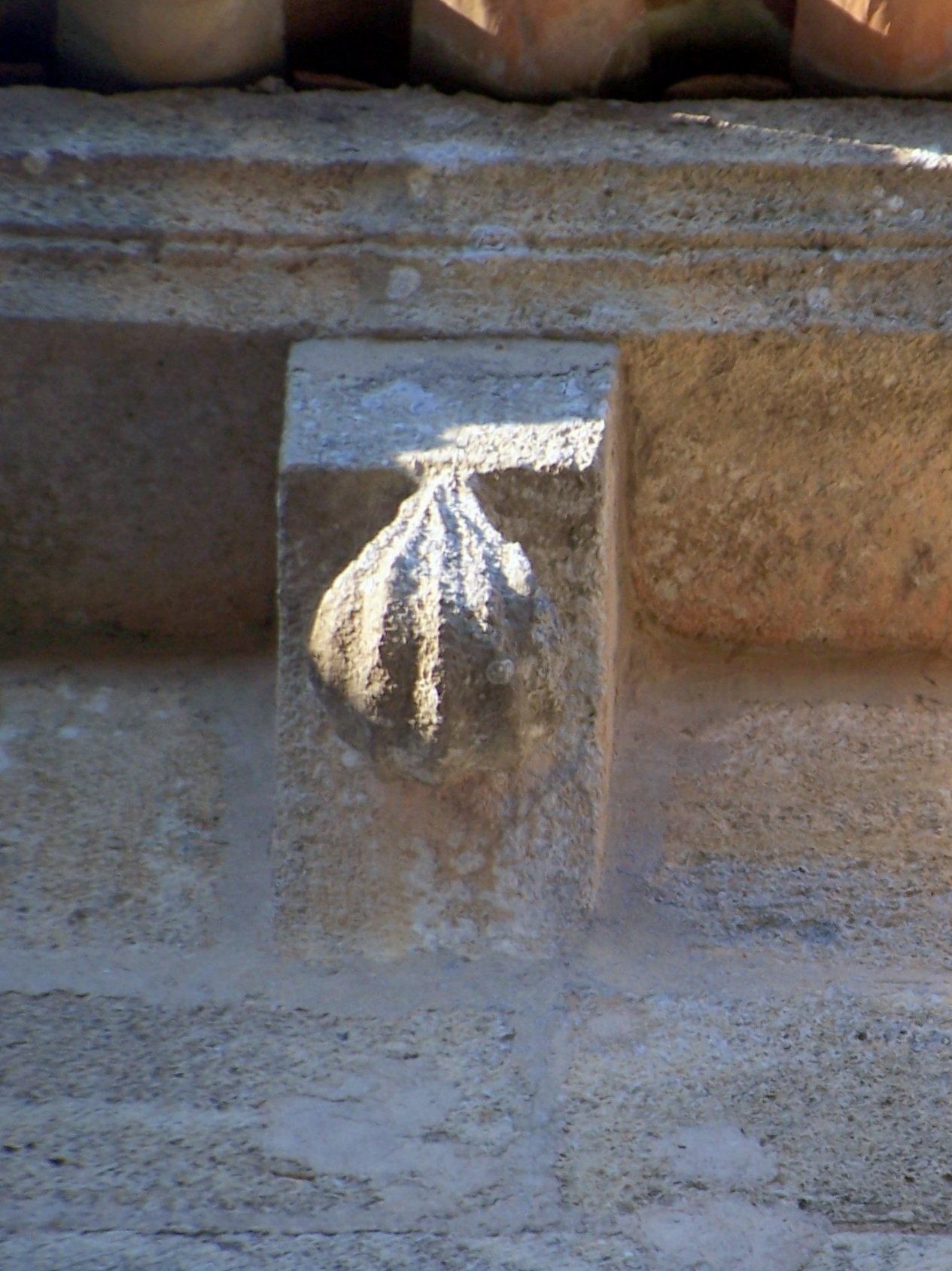
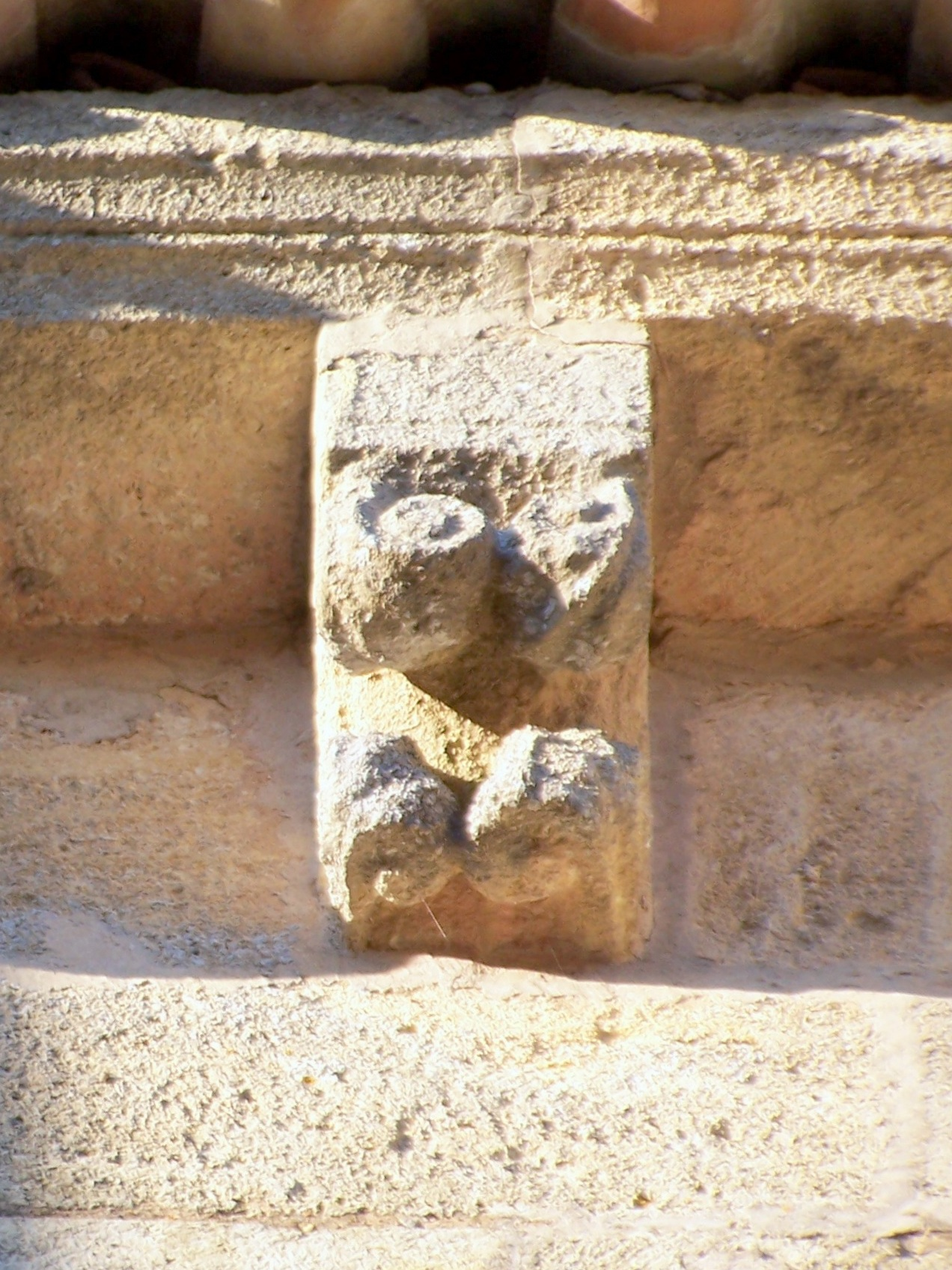
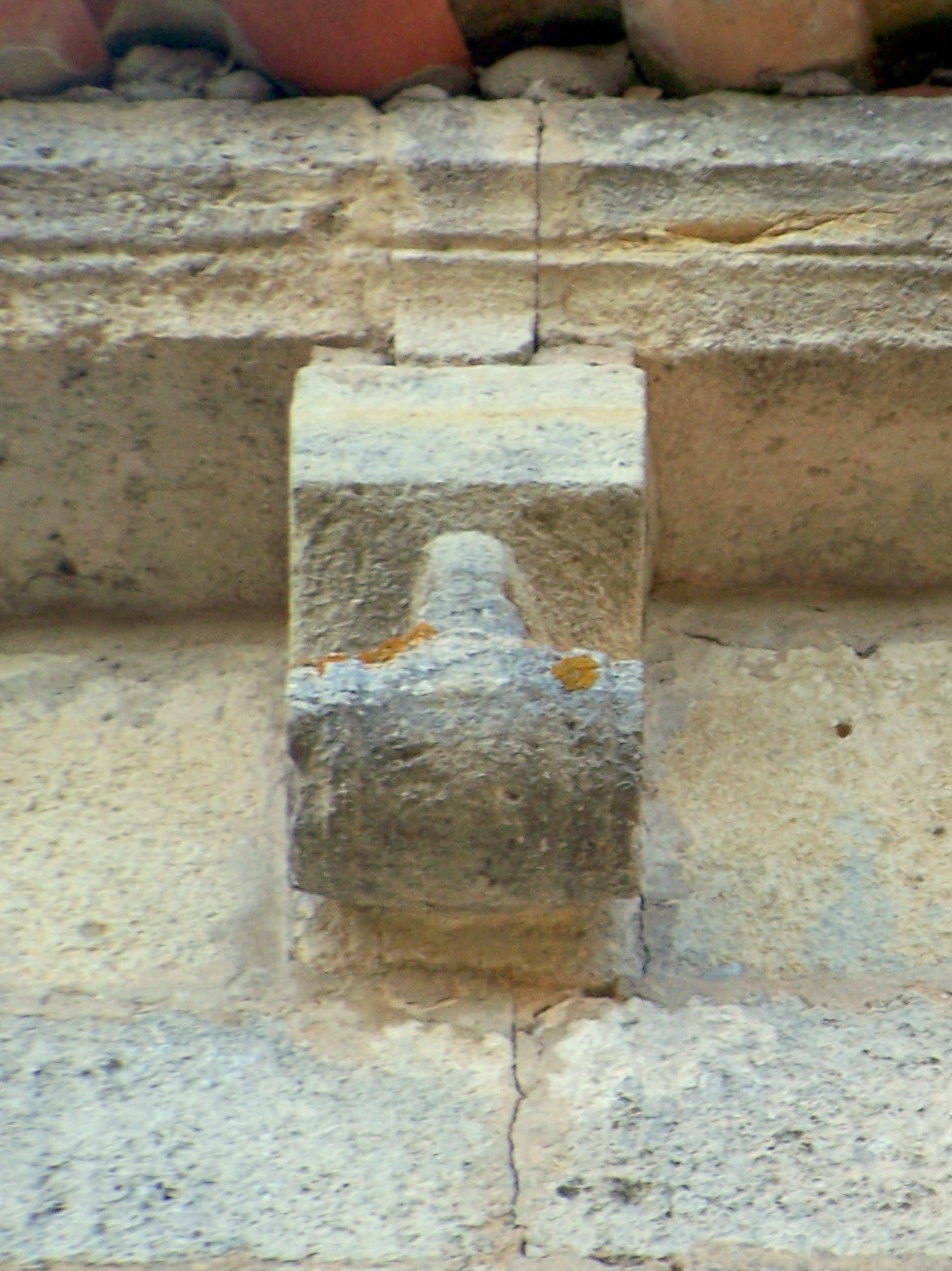
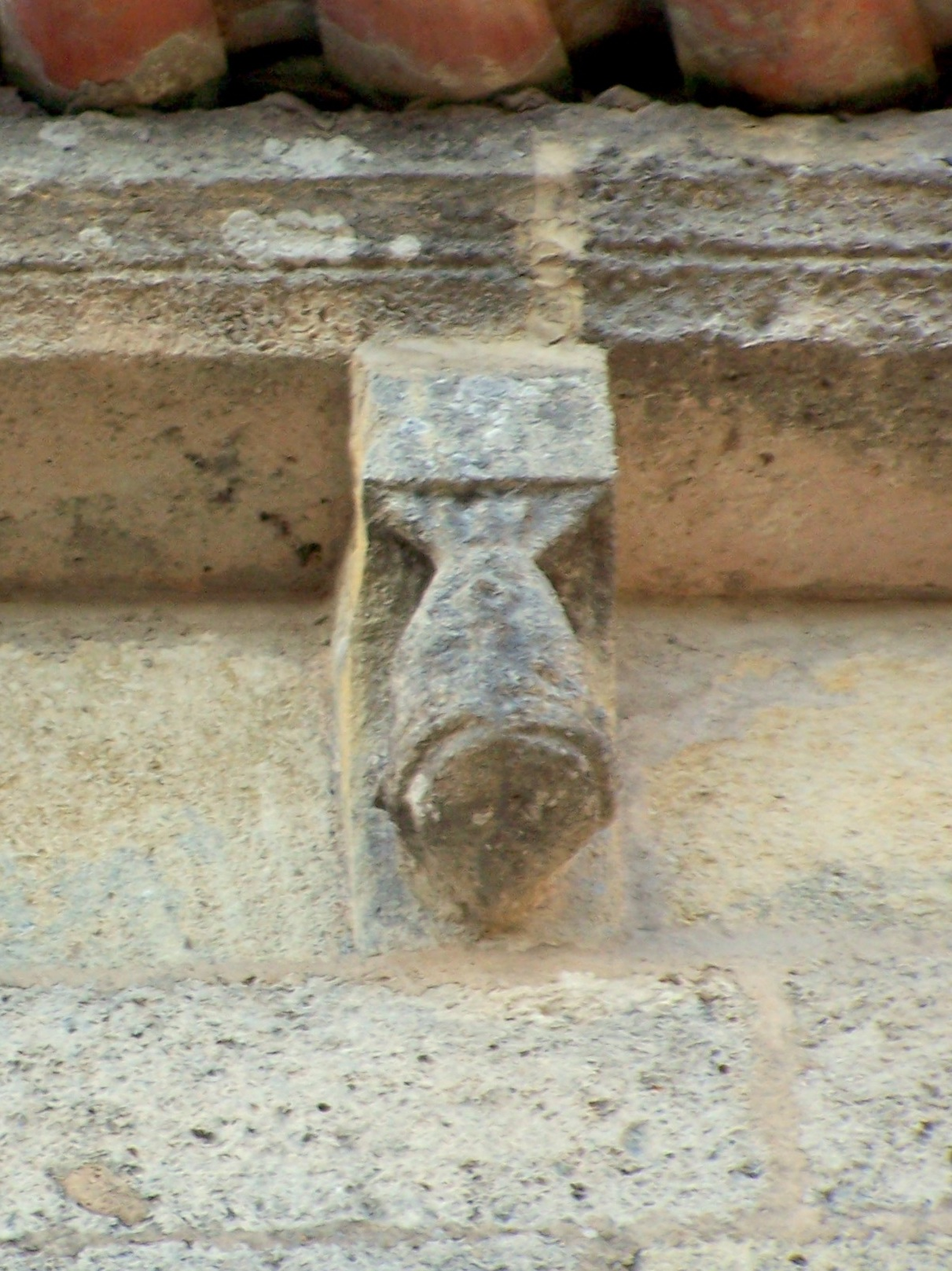
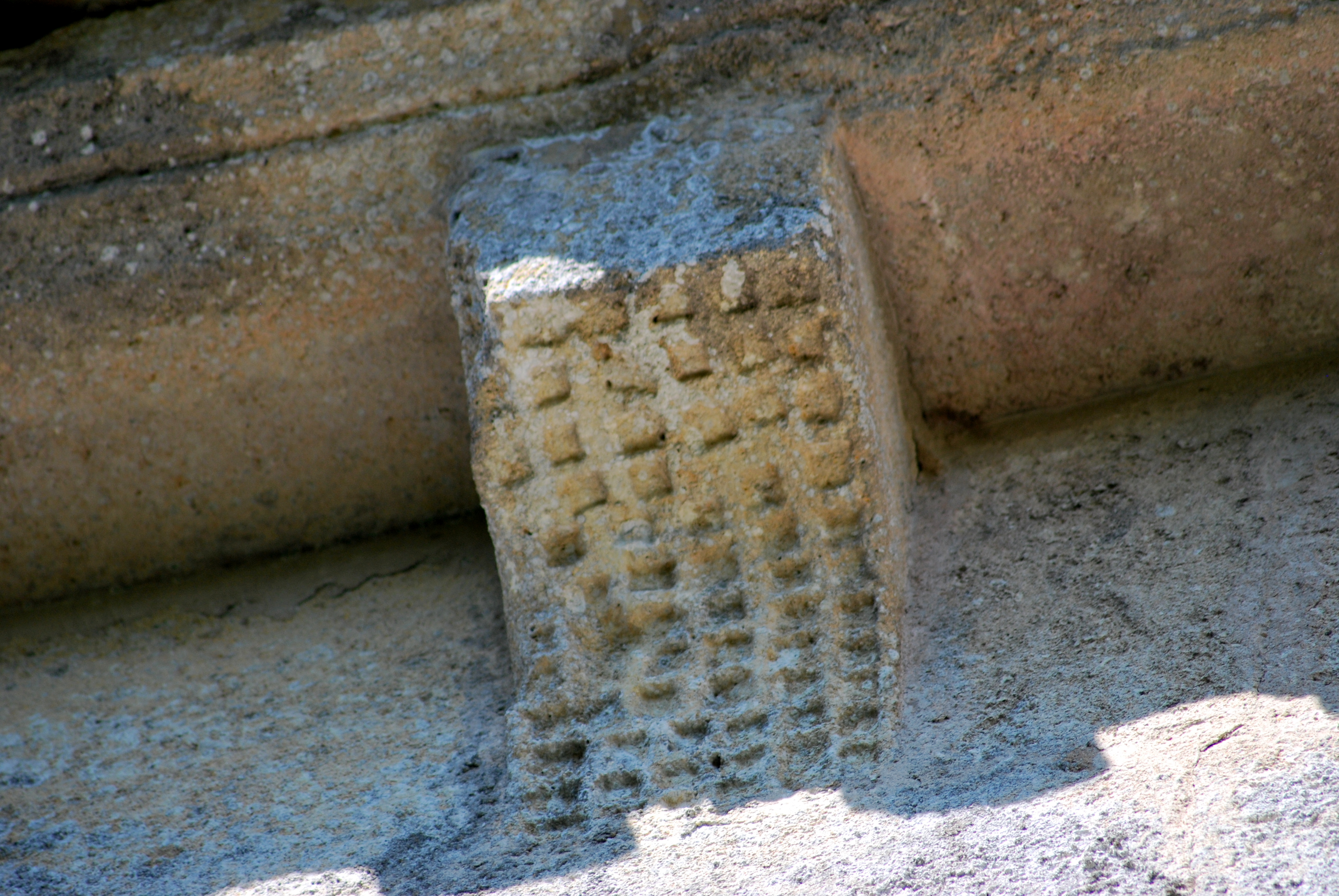

L'édifice est inscrit à l'Inventaire général du patrimoine culturel depuis le 23 juin 1997.